# Verena Singeisen
Verena Singeisen-Schneider, née le 3 décembre 1945, est une éducatrice environnementale et une femme politique suisse, membre des Verts Liste libre (LLV). De 1994 à 1995, elle représente le canton de Berne au Conseil national.

## Biographie
Verena Singeisen étudie la biologie et la paléontologie à l'université de Zurich et obtient son doctorat à l'université de Fribourg.
Elle dirige le département d'écologie de l'Église réformée de Berne-Jura au centre Gwatt de Thoune, puis le "ProjektStatt Burgdorf". À partir de 2000, elle a également enseigné à l'Institut pédagogique de Bâle. 
Elle est membre fondatrice de la LLV. De 1986 à 1992, elle est membre du Grand Conseil du canton de Berne. En 1994, elle remplace Rudolf Hafner, démissionnaire, au Conseil national. Aux élections fédérales de 1995, la LLV perd trois de ses quatre sièges au Conseil national et elle n'est pas réélue.
Singeisen a deux enfants. Elle est impliquée dans le conseil d'administration de l'association KlimaSeniorinnen. Elle vit à Berthoud.

## Prix
- 2000 : Prix Sonja-Bernadotte pour l'éducation à la nature de la Société allemande de jardinage 1822.